# Џексонс Гап (Алабама)
Џексонс Гап (енгл. Jacksons' Gap) град је у америчкој савезној држави Алабама. По попису становништва из 2010. у њему је живело 828 становника.

## Демографија
Према попису становништва из 2010. у граду је живело 828 становника, што је 67 (8,8%) становника више него 2000. године.
| Група             | 2000.       | 2010.       |
| Белци             | 527 (69,3%) | 561 (67,8%) |
| Афроамериканци    | 221 (29,0%) | 239 (28,9%) |
| Азијати           | 2 (0,3%)    | 4 (0,5%)    |
| Хиспаноамериканци | 3 (0,4%)    | 16 (1,9%)   |
| Укупно            | 761         | 828         |